# 三省堂書店
株式会社三省堂書店（さんせいどうしょてん、英: Sanseidō Bookstore Ltd.）は、東京都千代田区神田神保町に本店を構える大手書店である。
日本各地および、かつてはアメリカにも店舗を展開し、紀伊國屋書店や丸善と並ぶ老舗の大手書店チェーンである。外商やフランチャイズ店舗も存在する。建替え前の神保町本店は地域最大の規模を誇り、電子書籍の店頭販売も実施されているほか、神田神保町のランドマーク的存在ともいわれた。
「三省堂」という店名は『論語』学而篇の一節「吾日三省吾身（われ日にわが身を三省す）」から取って、早稲田大学創立者の大隈重信が初代社長に送った、というエピソードがある。
出版社の三省堂は、三省堂書店の出版事業部が1915年に独立したものだが、1974年以降は両社に直接の資本関係はない。
創業者一族の亀井家は、ソニー創業者の盛田昭夫と縁戚関係にある。

## 沿革

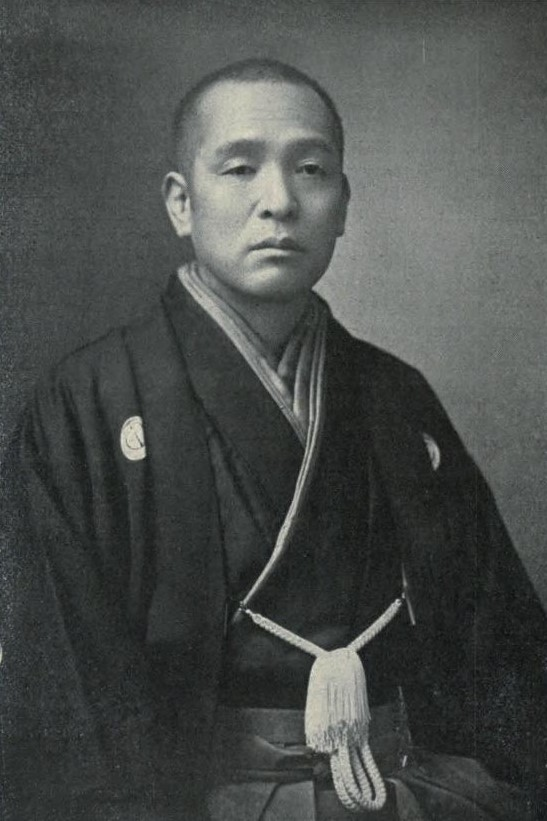
創業者の亀井忠一

- 1881年（明治14年）4月8日 - 亀井忠一・万喜子の母子が古書店として創業。
- 1883年（明治16年） - 新刊書店に転換。
- 1884年（明治17年） - 出版事業を開始、辞書編纂の業務を開始する。
- 1915年（大正4年） - 出版事業部が分離独立し、株式会社三省堂を設立。
- 1928年（昭和3年）10月18日 - 株式会社に改組。
- 1964年（昭和39年） - 初の支店となる自由が丘店開店。
- 1981年（昭和56年） - 3月に新本店ビルを竣工、開店。4月8日に創業100周年を迎える。
- 2004年（平成15年） - 初の海外店舗ニュージャージー店（FC）開店。
- 2007年（平成19年） - 神田本店を神保町本店に名称変更。
- 2022年（令和4年）5月8日 - 全面改築のため、神保町本店を閉店[4]。これに関連して、三省堂書店と三菱地所の両社が、2021年9月30日に、三省堂書店の本社と本店のビルの建替えに関するプロジェクトマネジメントの業務委託契約を締結した[5]。なお、改築期間中は近隣の神田小川町の仮店舗で営業を継続する[6]。
- 2023年（令和5年） - 本店ビル建替計画の概要（地上13階建て、2023年10月着工、2026年1月竣工予定）が明らかになった[7]。

## 店舗

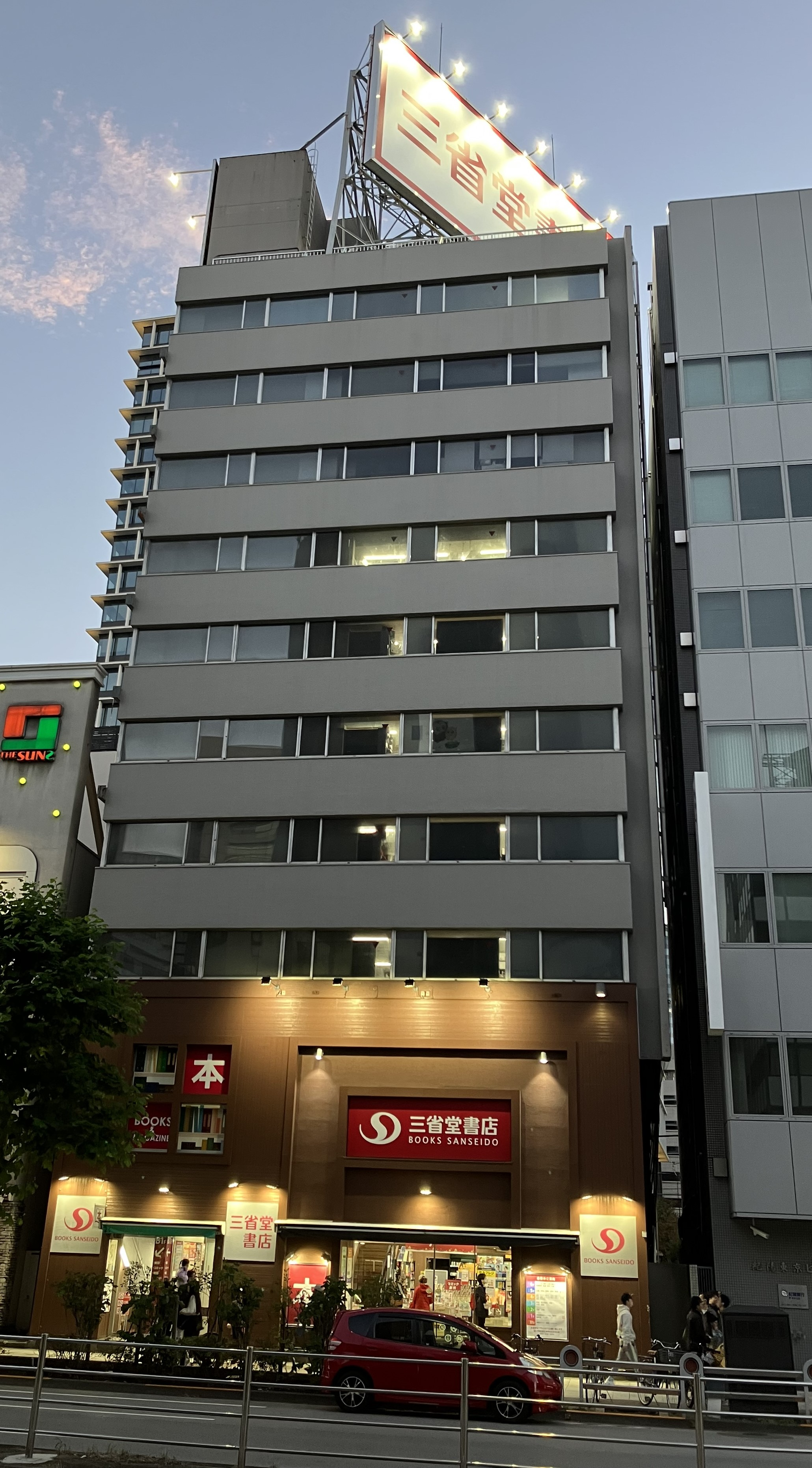
神田小川町の仮店舗

2021年5月時点で東京都10店舗、神奈川県3店舗、埼玉県1店舗、千葉県2店舗、北海道3店舗、愛知県2店舗、岐阜県1店舗、計22店舗を展開する。このうち神田神保町（登記上の本店所在地）、池袋（西武池袋本店内）、名古屋（タカシマヤゲートタワーモール）の店舗をそれぞれ「神保町本店」「池袋本店」「名古屋本店」と称している。
関西では京都府1店舗、天王寺ミオにある大阪府1店舗あったが、京都店は2018年6月17日、ステーショナリー天王寺は同年7月31日を以ってそれぞれ閉店したため、関西から撤退している。かつてはアメリカに5店舗あったが、全て閉店している。
2011年7月21日には、書店空白地帯であった北海道留萌市の市民らからの要望に応え、人口30万人を出店目安にしてきた三省堂書店としては異例ながら同市への進出を決定。新店舗「留萌ブックセンター」を出店している。また、リブロが本店を構えていた西武池袋本店書籍館・別館に池袋本店を居抜きで出店し、2015年7月29日には別館地下1階部分がプレオープン。同年秋に書籍館部分がオープンし、同年12月6日にグランドオープンした。2022年5月8日、神保町本店は建替えのために一時閉店した。現在のビルは解体され、6月1日から少なくとも3年間、神田小川町の仮店舗で営業、本社部門も移転する。